# كاي هال
كاي هال (بالإنجليزية: Kaye Hall) (15 مايو 1951 – ) هي سبّاحة، من الولايات المتحدة، مثّلت بلادها في الألعاب الأولمبية الصيفية 1968، وسباحة في الألعاب الأولمبية الصيفية 1968 – سيدات 200 متر ظهر ‏، وسباحة في الألعاب الأولمبية الصيفية 1968 – سيدات 100 متر ظهر ‏، وسباحة في الألعاب الأولمبية الصيفية 1968 – سيدات 4 × 100 متر تتابع متنوع ‏.

## وصلات خارجية
- كاي هال على موقع الاتحاد الدولي للسباحة (الإنجليزية)
- كاي هال على موقع قاعة مشاهير السباحة العالمية (الإنجليزية)
- كاي هال على موقع أوليمبيديا (الإنجليزية)